# Han Sun-hwa
Han Sun-hwa (hangul: 한선화), även känd under artistnamnet Sunhwa, född 6 oktober 1990 i Busan, är en sydkoreansk sångerska och skådespelare.
Hon var tidigare medlem i den sydkoreanska tjejgruppen Secret från gruppens debut 2009 till att hon lämnade 2016. Som skådespelare har hon haft huvudroller i ett flertal TV-draman. Hennes yngre bror Han Seung-woo är medlem i pojkbandet Victon.

## Diskografi

### Singlar
| År   | Titel                                 | Topplacering          |
| År   | Titel                                 | Sydkorea (Gaon Chart) |
| ---- | ------------------------------------- | --------------------- |
| 2012 | "Everything is Pretty" (med Youngjae) | 22                    |

## Filmografi

### TV-drama
| År   | Titel                    | Kanal | Roll                     |
| ---- | ------------------------ | ----- | ------------------------ |
| 2010 | More Charming by the Day | MBC   | Kim Tae-hee              |
| 2011 | All My Love              | MBC   | Han Sun-hwa (cameoroll)  |
| 2013 | Ad Genius Lee Tae-baek   | KBS2  | Lee So-ran               |
| 2014 | God's Gift - 14 Days     | SBS   | Jenny                    |
| 2014 | Marriage, Not Dating     | tvN   | Kang Se-ah               |
| 2014 | Rosy Lovers              | MBC   | Baek Jang-mi             |
| 2017 | Ice Mound                | MBC   | Han Young-sil/Jang Ha-da |
| 2017 | Radiant Office           | MBC   | Ha Ji-na                 |